# Euschistus biformis
Euschistus biformis är en insektsart som beskrevs av Carl Stål 1862. Euschistus biformis ingår i släktet Euschistus och familjen bärfisar. Inga underarter finns listade i Catalogue of Life.